# Kunst Museum Winterthur – Reinhart am Stadtgarten

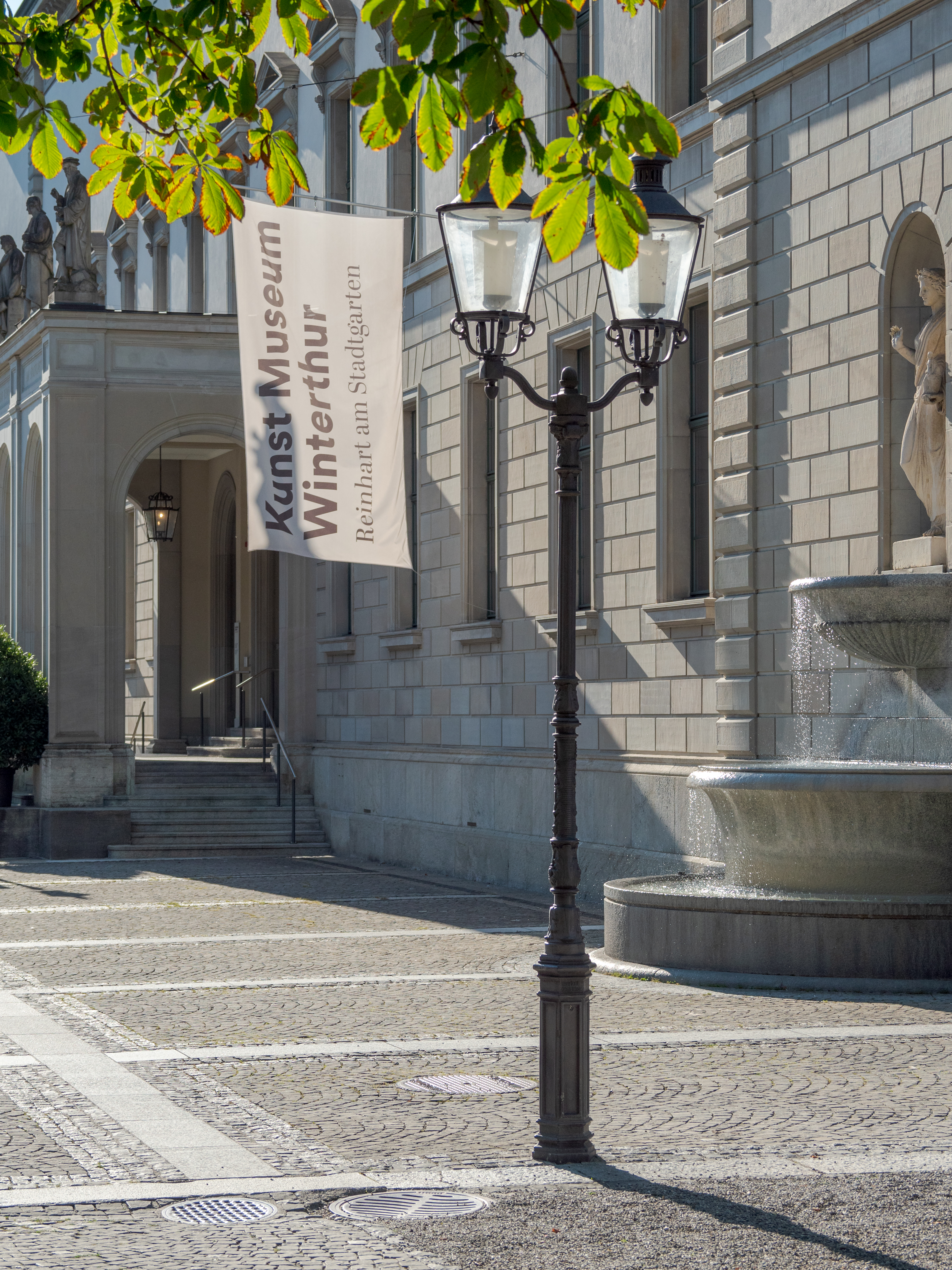
Kunst Museum Winterthur Reinhart am Stadtgarten

Das Kunst Museum Winterthur | Reinhart am Stadtgarten, vormals Museum Oskar Reinhart, ist ein Kunstmuseum in Winterthur im Schweizer Kanton Zürich. Es befindet sich angrenzend zur Altstadt an der Stadthausstrasse, umgeben vom Stadtgarten. Seit 2018 wird es vom Kunstverein Winterthur unter dem Dach des Kunst Museum Winterthur geführt zusammen mit dem ehemaligen Kunstmuseum Winterthur und der Villa Flora.

## Geschichte
Oskar Reinhart wuchs in einer wohlhabenden und kunstsinnigen Kaufmannsfamilie in Winterthur auf. Sein Vater Theodor Reinhart unterstützte Künstler wie Ferdinand Hodler, Karl Hofer und Hermann Haller, während sein Bruder Georg europäische und asiatische Kunst sammelte. Sein Bruder Hans interessierte sich für Literatur und Theater und der vierte Sohn Werner unterstützte Komponisten wie Igor Strawinsky, Arnold Schönberg, Anton Webern, Alban Berg, Paul Hindemith und Richard Strauss ebenso wie den Dichter Rainer Maria Rilke.
1906 sah Oskar Reinhart in Berlin die von Hugo von Tschudi, Alfred Lichtwark und Julius Meier-Graefe organisierte Jahrhundertausstellung deutscher Kunst von 1775 bis 1875. Diese Ausstellung prägte die Sammlertätigkeit Reinharts, sodass er selbst eine bedeutende Sammlung deutscher, österreichischer und schweizerischer Kunst des 19. Jahrhunderts anlegte. Parallel entstand eine zweite Sammlung mit Werken alter Meister und der französischen Impressionisten. Die gewachsenen Sammlungen hatten schon bald ein Ausmass erreicht, welches eine geeignete Unterbringung im eigenen Wohnhaus unmöglich machte. 
Bereits 1930 kam Reinhart mit der Stadt Winterthur ins Gespräch, um für die Sammlung mit Werken deutschsprachiger Künstler ein geeignetes Museum zu finden. Bedingt durch den Zweiten Weltkrieg konnte jedoch erst 1951 das 1842 erbaute einstige Knabenschulgebäude und spätere Gymnasium als Museum eingeweiht werden. Damit ist es das älteste Sammlermuseum der Schweiz, errichtet nach den Vorbildern der Wallace Collection in London, der Hirschsprung Samling in Kopenhagen und der Frick Collection in New York. Die zweite Sammlung mit Werken von Gerard David bis Pablo Picasso gelangte nach dem Tod des Sammlers in den Besitz der Schweizerischen Eidgenossenschaft und wurde 1970 als Sammlung Oskar Reinhart «Am Römerholz» im Wohnhaus des Sammlers dem Publikum geöffnet. Seit 2016 befindet sich das Museum in Trägerschaft des Kunstvereins Winterthur.

## Gebäude

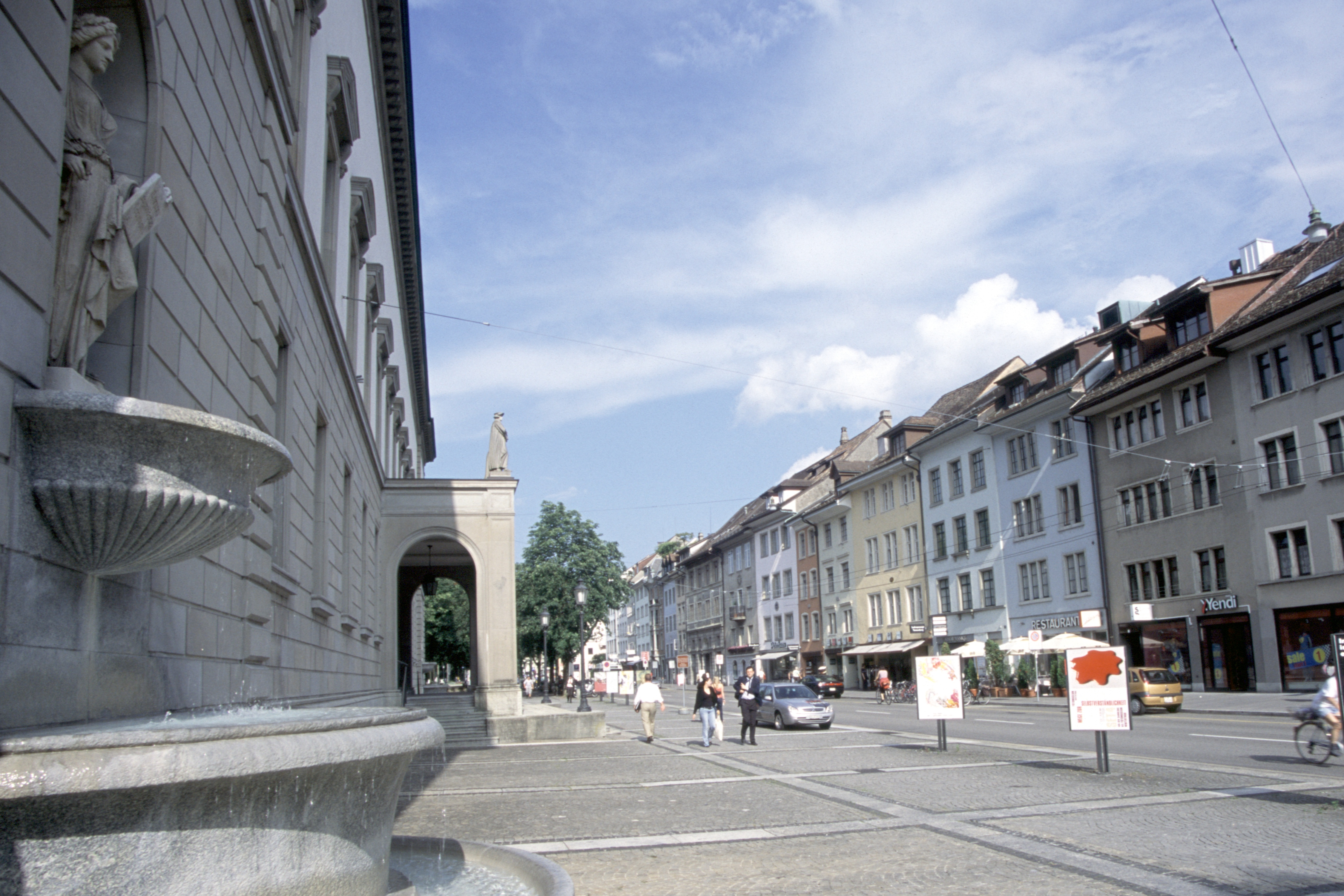
Museum, Altstadt Winterthur

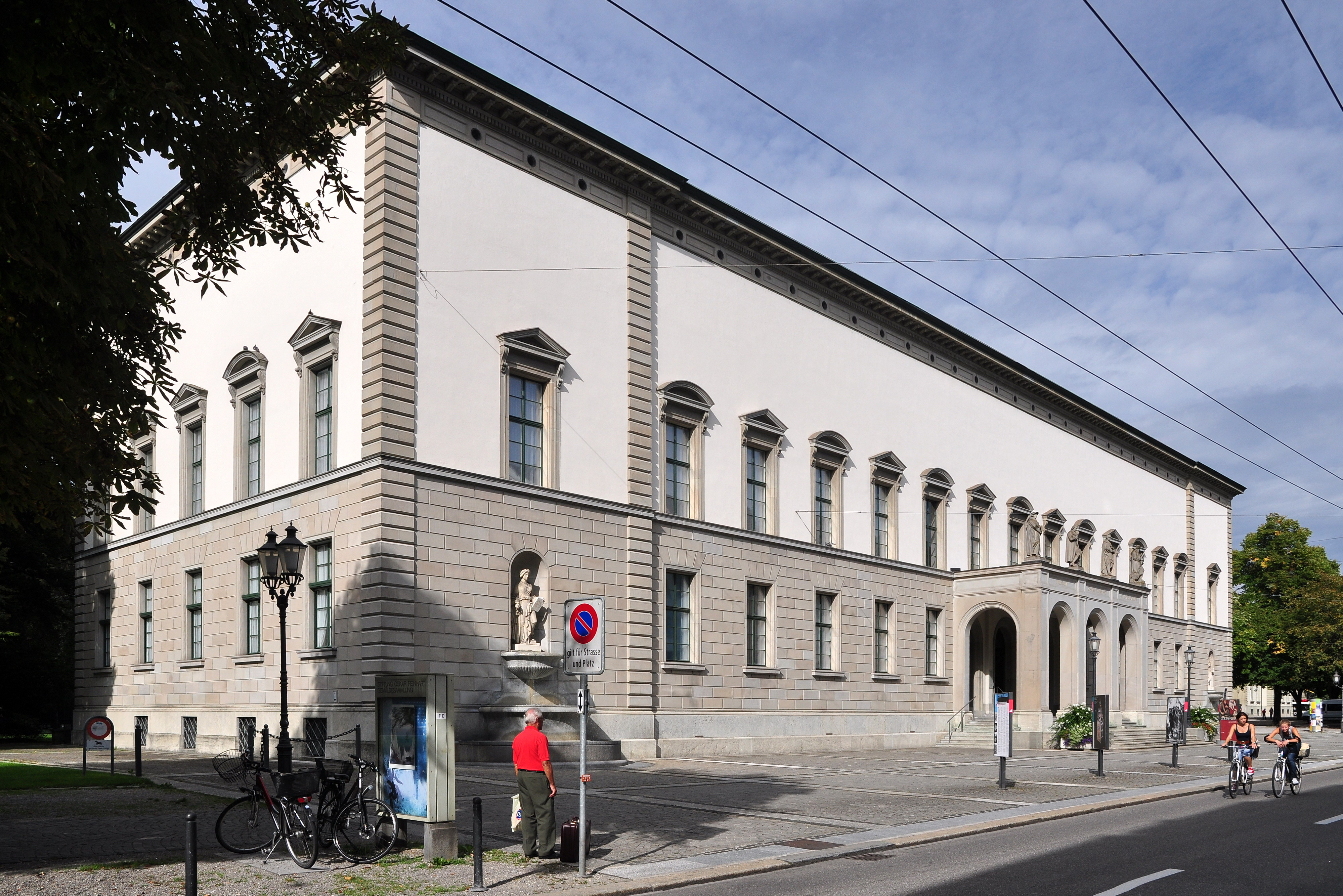
Kunst Museum Winterthur – Reinhart am Stadtgarten

Der Zürcher Architekt Leonhard Zeugheer entwarf das Gebäude am Stadtgarten ursprünglich als Knabengymnasium, Bibliothek und für die Städtischen Sammlungen. Der 1842 fertiggestellte Neorenaissancebau diente diesen Zwecken über 100 Jahre, bevor es ab 1948 zum Museum für die Sammlung mit Werken deutschsprachiger Künstler des 19. Jahrhunderts aus dem Besitz von Oskar Reinhart umgebaut wurde. Am 21. Januar 1951 fand die Eröffnung des neuen Museums statt. Das Gebäude besitzt in der Mitte ein Portikus, auf denen Figuren von Ulrich Zwingli, Heinrich Pestalozzi, Conrad Gessner und Johann Georg Sulzer thronen.
Das Gebäude am Stadtgarten wird im Rahmen des neuen Museumskonzepts, welches die drei Standorte am Stadtgarten, beim Stadthaus und die Villa Flora unter einem Dach zusammenfasst (Drei-Häuser-Strategie), seit November 2023 nach dem Siegerentwurf der Berliner Architektin Heike Hanada umgebaut. Der Standort soll zum Hauptempfangsgebäude aller drei Häuser werden. Neben Sanierungsmassnahmen (neue Sicherheits- und Brandschutzanforderungen) wird eine Verbesserung der Barrierefreiheit angestrebt. Der Kostenvoranschlag für den Umbau der Eingangshalle werde gemäss Stadtrat rund 6,8 Millionen Franken kosten.
Am 28. März 2025 wurde das Museum und die neugestaltete Eingangshalle feierlich wiedereröffnet.

## Sammlung
Das Museum beherbergt rund 600 Kunstwerke vom Ende des 18. bis zum Beginn des 20. Jahrhunderts. Die Sammlung ist sowohl vom Umfang wie von der Qualität her eine der führenden Institutionen im Bereich der deutschen, österreichischen und schweizerischen Kunst dieser Zeit. Bedeutende Werkgruppen von Jean-Étienne Liotard, Caspar David Friedrich, Arnold Böcklin und Ferdinand Hodler gehören zu den Höhepunkten der Sammlung. Weitere vertretene Künstler sind Caspar Wolf, Anton Graff, Wilhelm von Kobell, Jacques-Laurent Agasse, Georg Friedrich Kersting, Johan Christian Clausen Dahl, Ferdinand Georg Waldmüller, Franz Krüger, Carl Rottmann, Carl Blechen, Eduard Gaertner, Moritz von Schwind, Carl Spitzweg, Rudolf von Alt, Adolph von Menzel, Frank Buchser, Anselm Feuerbach, Albert Anker, Hans Thoma, Wilhelm Leibl, Carl Schuch, Max Liebermann, Fritz von Uhde, Wilhelm Trübner, Giovanni Segantini, Giovanni Giacometti und Max Slevogt. Einen Grossteil der Sammlung erwarb Oskar Reinhart von seinem Freund und Händler des Vertrauens Fritz Nathan. Neben den Gemälden sind die Räume mit zeitgenössischen Möbeln ausgestattet, sodass die Bilder in einer wohnlichen Umgebung gezeigt werden. Ausserdem verfügt das Museum über eine umfangreiche Graphiksammlung.
Die Stiftung hat im Juni 2015 ein Pastell von Adolph von Menzel freiwillig und aufgrund eigener Provenienzrecherchen an die Erben von Rudolf Mosse restituiert, weil sie der Auffassung war, dass es sich dabei um Raubkunst handelt.
Seit Oktober 2016 werden die Bestände der 2018 aufgehobenen Stiftung Jakob Briner in einem neu eingerichteten Parterreflügel ausgestellt. Es handelt sich um Werke aus dem Goldenen Zeitalter der Niederlande mit Gemälden von Künstlern wie Pieter Lastman, Adriaen Pietersz. van de Venne, Pieter Claesz, Jan van Goyen, Pieter Codde, Willem Cornelisz. Duyster, Jan Asselijn, Adriaen van Ostade, Hendrik Martensz. Sorgh, Ferdinand Bol, Emanuel de Witte, Abraham van Beijeren, Samuel van Hoogstraten, Pieter de Hooch, Jacob van Ruisdael und Michiel van Musscher, ergänzt mit Leihgaben aus einer Privatsammlung mit Werken von Nicolaes Maes, Jan Steen und Arbeiten weiterer Künstler.

## Ausstellungen
- 2010: Albert Anker. Schöne Welt. Zum 100. Todestag
- 2013: Anton Graff: Gesichter einer Epoche. In Zusammenarbeit mit der Nationalgalerie – Staatliche Museen zu Berlin. Ausstellungskatalog: Hirmer, München 2013.
- 2014: Home Grown – Winterthurer Malerei durch die Jahrhunderte.
- 2014: Juli bis Oktober: Max Liebermann und die Schweiz. Ausstellungskatalog: Hirmer, München 2014.
- 2014: Dezember bis März 2015: Oranje!
- 2015: Mai bis September: Confrontation: Schweizer Zeichnungen von Liotard bis Noureldin.
- 2015: Oktober bis Februar 2016: Hodler, Anker, Giacometti: Meisterwerke der Sammlung Christoph Blocher. Ausstellungskatalog: Hirmer, München 2015.
- 2016: Au sein du Lac Léman. Miniaturmalerei aus der französischen Schweiz.[4]
- 2018: Juli bis Januar 2019: Dutch Mountains. Vom holländischen Flachland in die Alpen. Ausstellungskatalog: Hirmer, München 2018.

## Ausgestellte Werke (Auswahl)

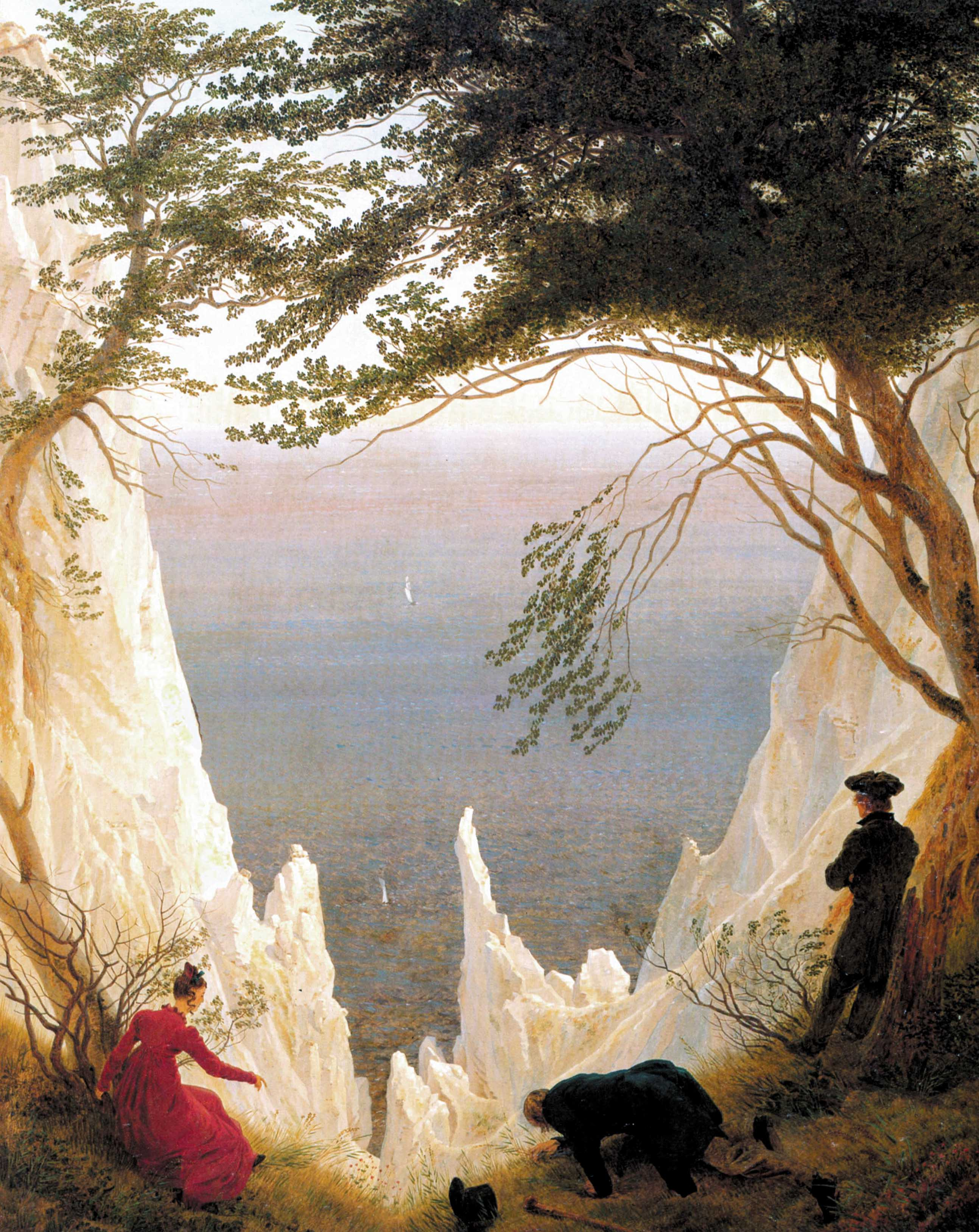
Caspar David Friedrich: Kreidefelsen auf Rügen
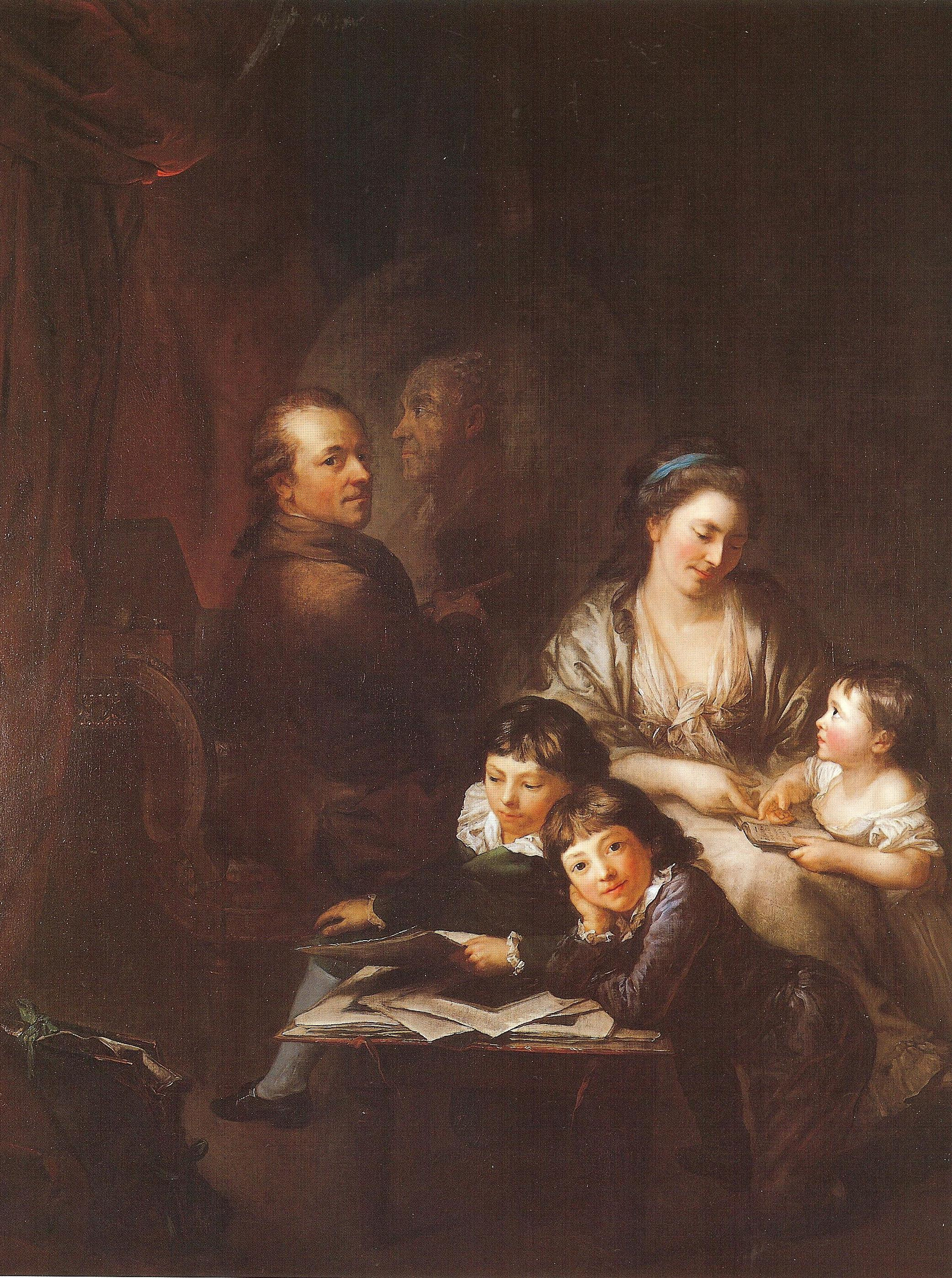
Anton Graff: Selbstporträt mit seiner Familie (1785)
Carl Spitzweg: Der Maler im Garten
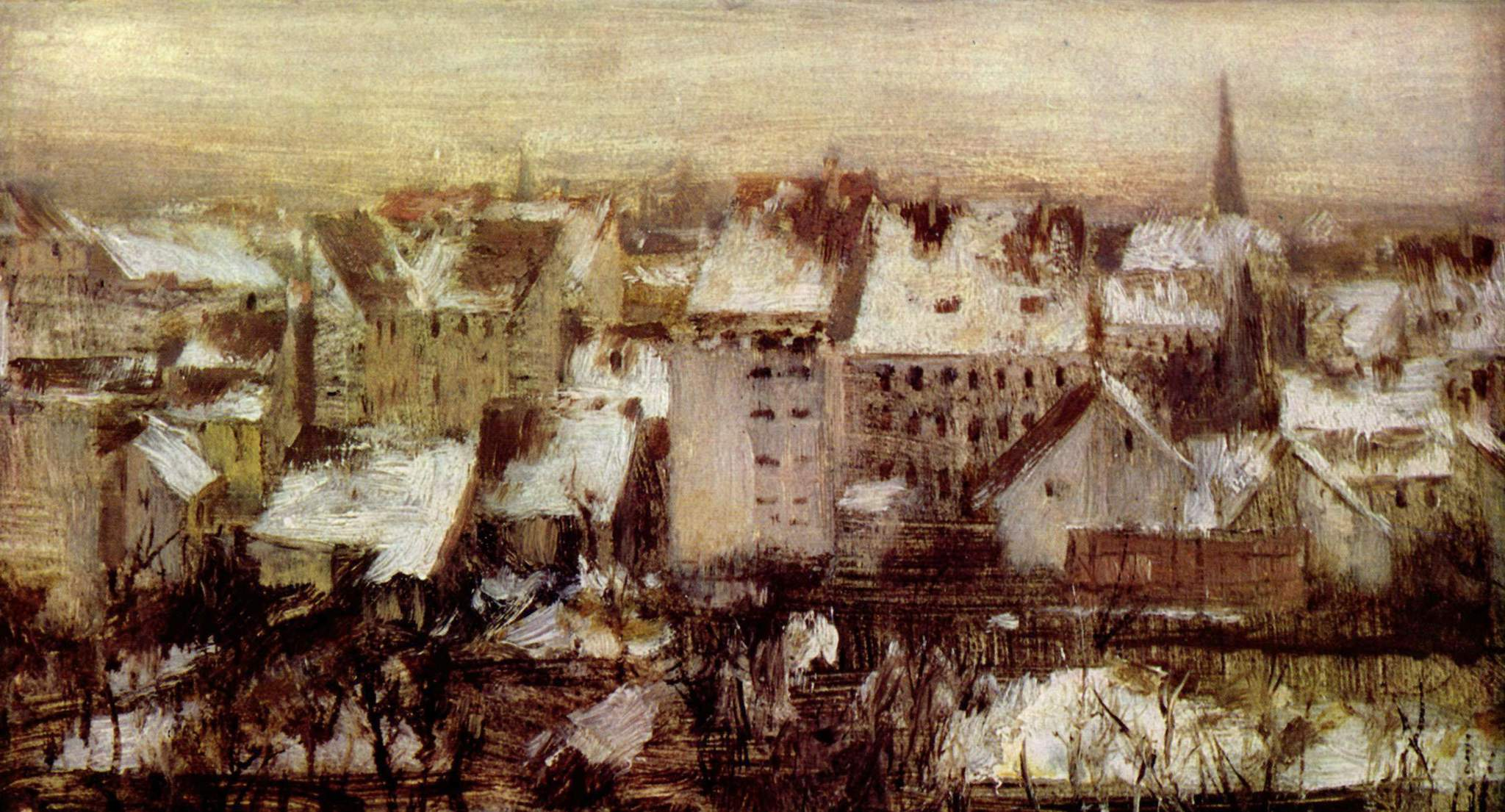
Adolph von Menzel: Berliner Hinterhäuser im Schnee
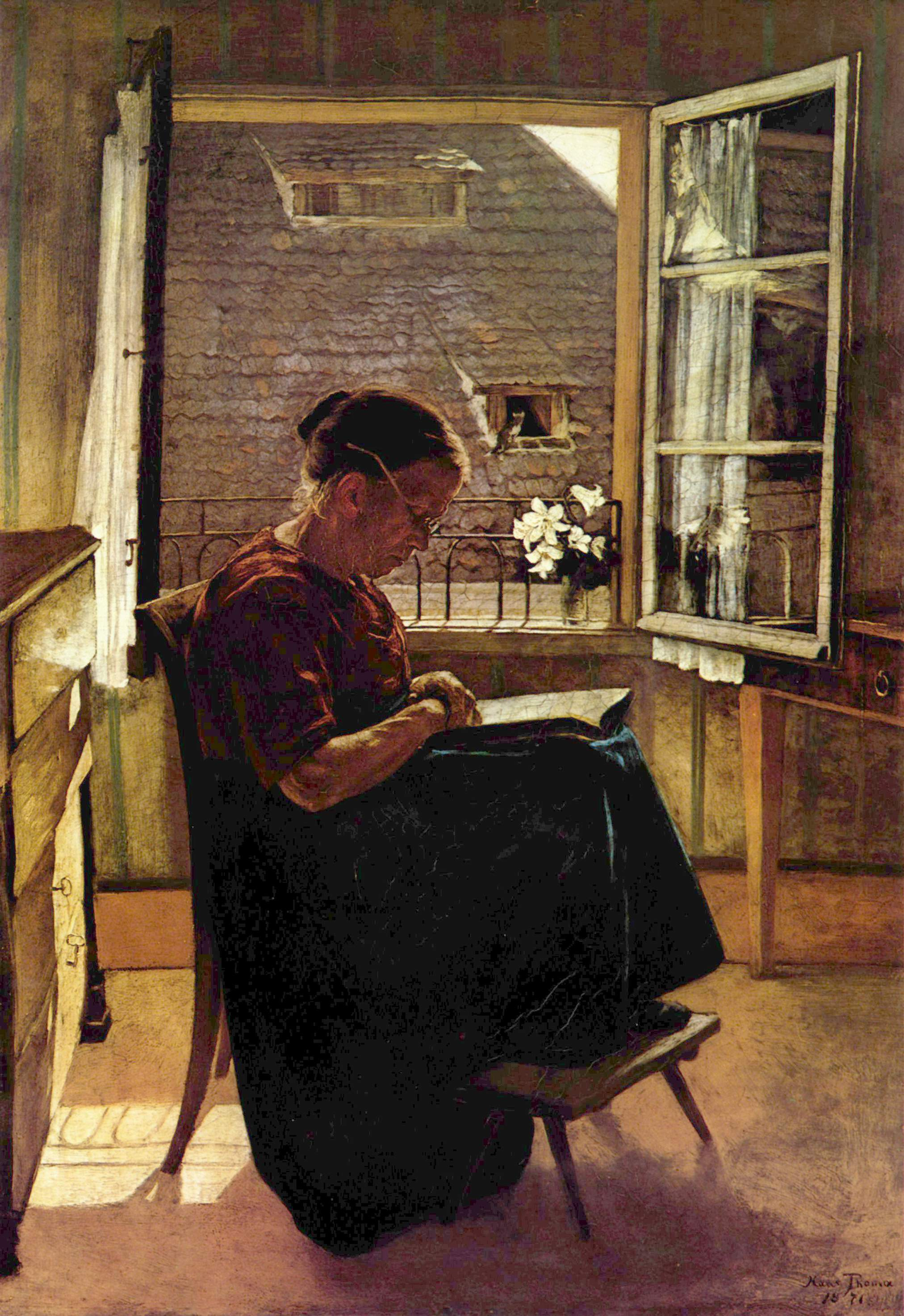
Hans Thoma: Die Mutter des Künstlers im Stübchen
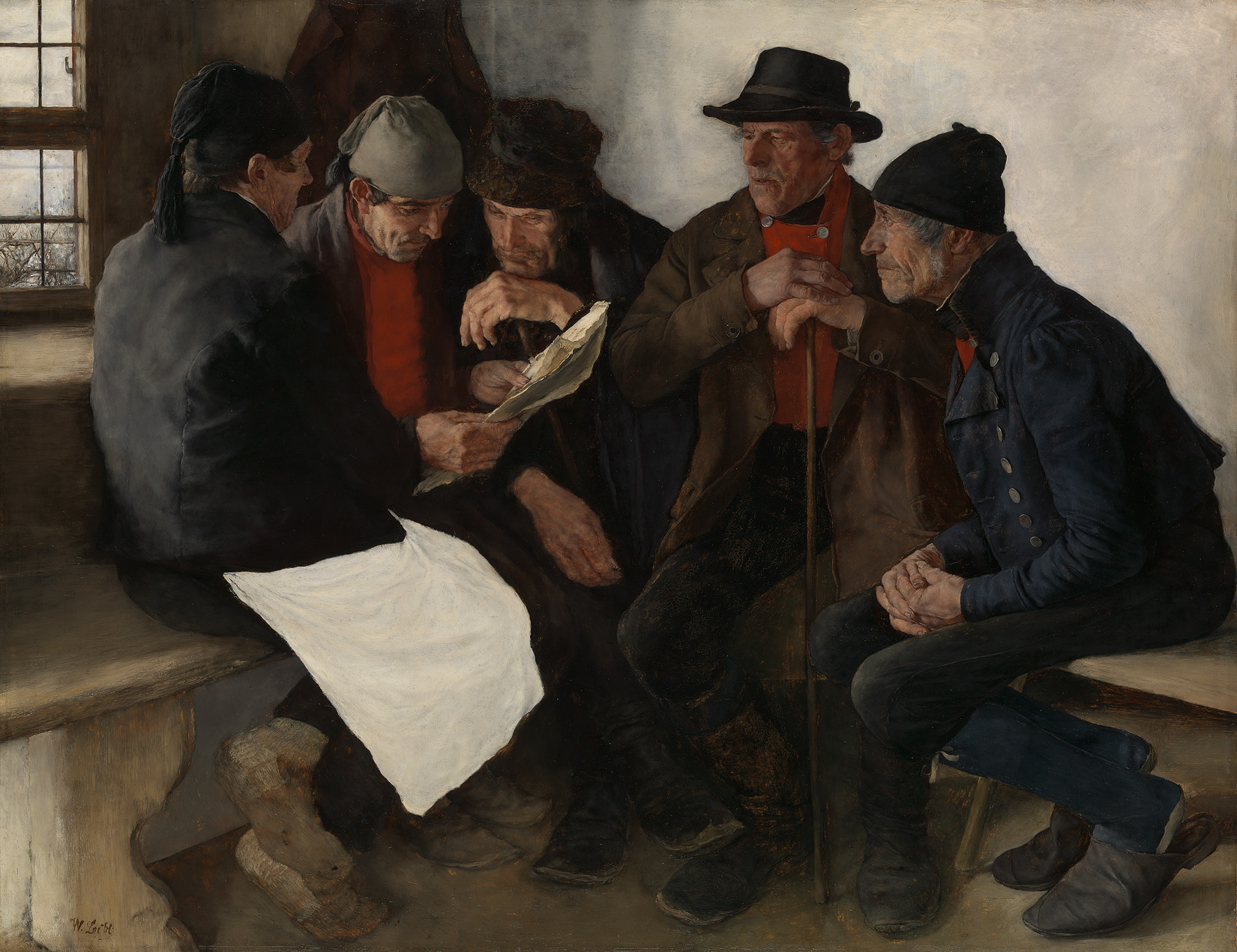
Wilhelm Leibl: Die Dorfpolitiker
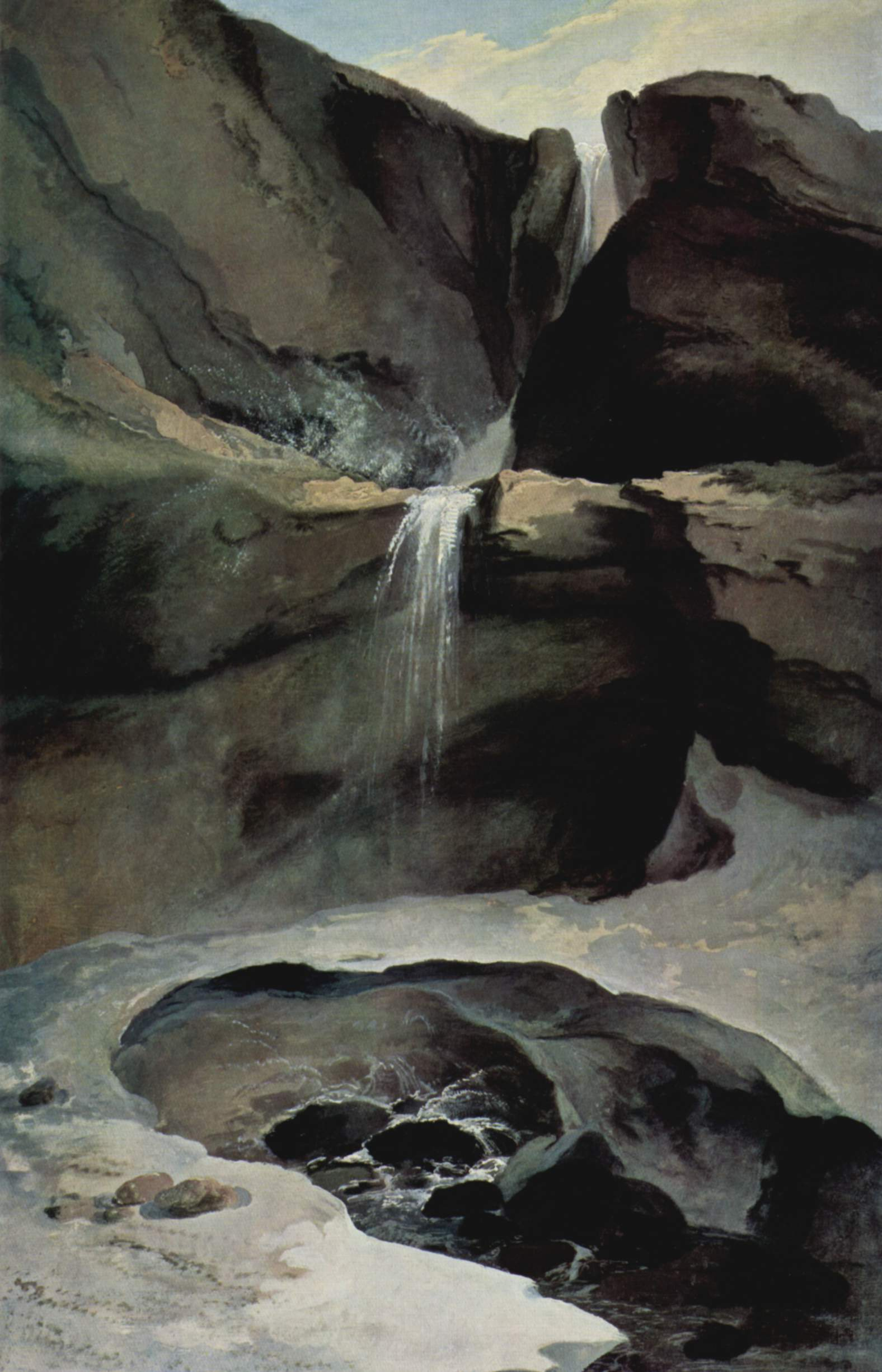
Caspar Wolf: Der Geltenbachfall im Winter
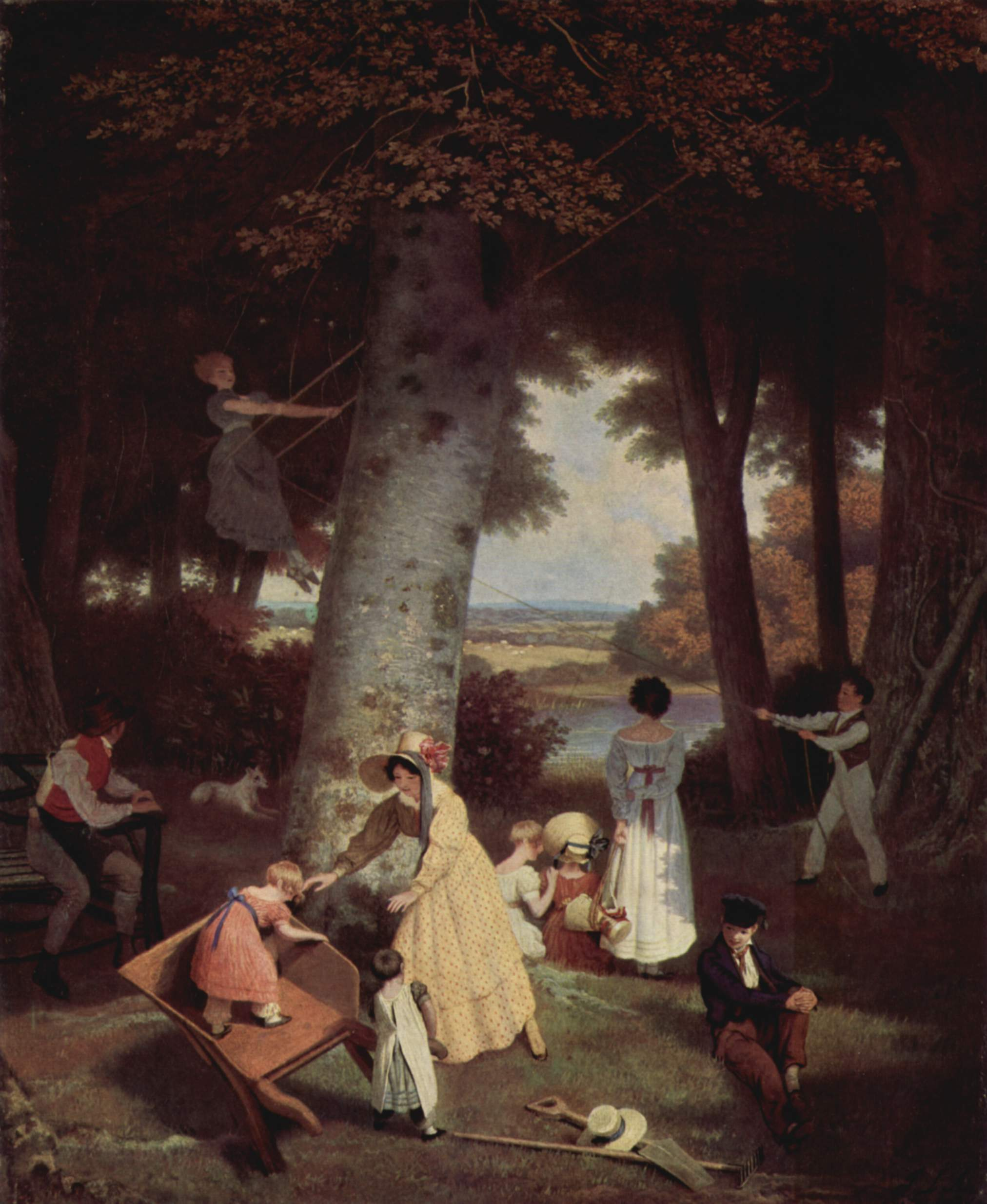
Jacques-Laurent Agasse: Der Spielplatz
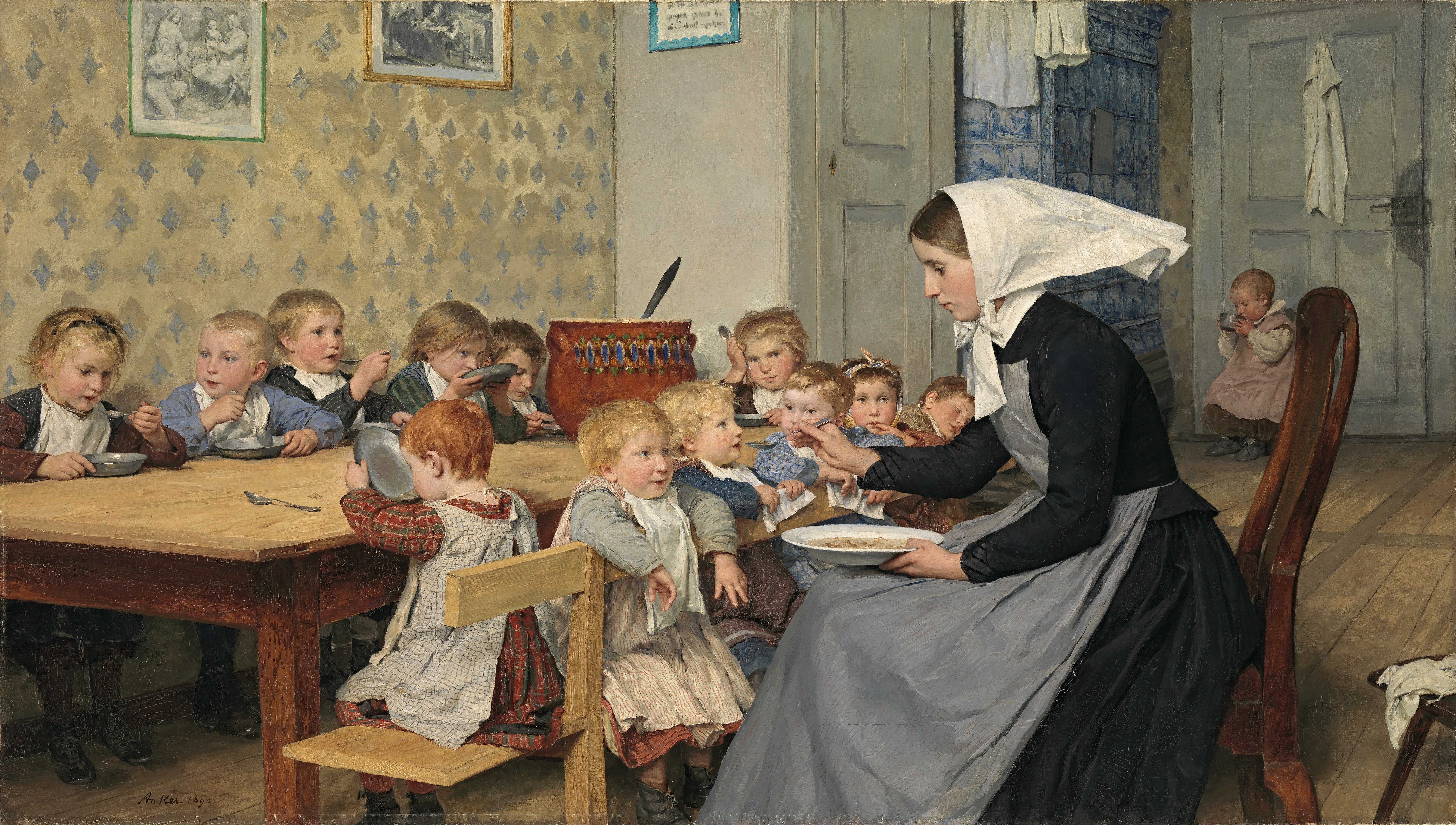
Albert Anker: Die Kinderkrippe
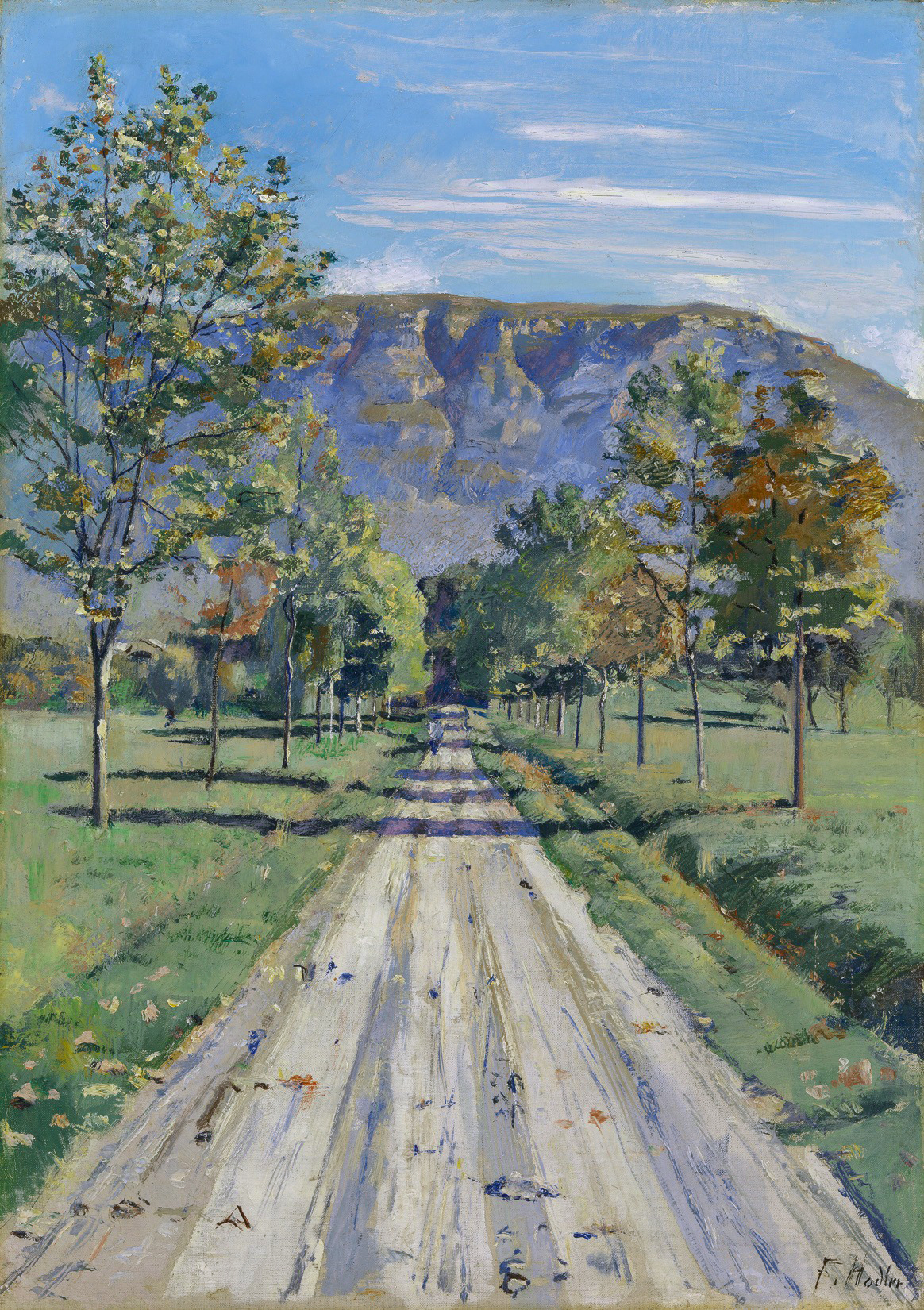
Ferdinand Hodler: Die Strasse nach Evordes

## Filme
- Kunststadt Winterthur (= Museums-Check. Folge 53). Reportage, 30 Min., Moderation: Markus Brock, Produktion: 3sat. Erstausstrahlung: 18. November 2018.[5]